# 萨拉·布克蒂
萨拉·布克蒂（法語：Sarah Bouktit，2002年8月27日—），生于蒙圣马丹，法国女子手球运动员，2023年世界女子手球锦标赛金牌得主、2024年夏季奥林匹克运动会女子银牌得主。